# Nyustya
Nyustya (szlovákul Hnúšťa) város Szlovákiában, a Besztercebányai kerület Rimaszombati járásában.

## Fekvése
Rimaszombattól 21 km-re északra, a Rima és a Klenóci-Rima összefolyásánál fekszik.
Nyustya keletről Kopárhegy, Rónapatak, Gömörhegyvég és Dobrapatak; délkeletről Balogrussó; délről Rimabrézó és Kiéte; délnyugatról Rimabánya és rövid szakaszon Rimaszabadi; nyugatról Klenóc; északról pedig Tiszolc községekkel határos.
Nyustya 68,0489 km²-es területe négy kataszteri területre és öt városrészre oszlik, melyek mindegyike korábban önálló község volt. Likér (Likier) határát Nyustya kataszteréhez csatolták.
- Baradna (Brádno) – 9,8995 km²
- Hacsó (Hačava) – 9,4083 km²
- Nyustya (Hnúšťa) – 41,7067 km²
- Dombosmező (Polom) – 7,0345 km²

## Története
Területe ősidők óta lakott. Határában – a Szinyec-hegy oldalában – az egykori aranybányákat védett 3. századi római őrtorony maradványai láthatók.
A magyar állam megalakulása után a Rima völgye a kalocsai érsekség tulajdonában állt. Az érsekség a 12-13. században gazdag aranybányákkal rendelkezett ezen a területen. A bányászat központja ebben az időben Rimabánya volt, mely 1368-ban szabad királyi város lett. Nyusta település a 12. században keletkezett, amikor a Máriássy család kastélyt épített ide. Temploma ebben az időben valószínűleg a Templomos Lovagrendé volt. Nyusta első írásos említése az 1332 és 1337 között kelt pápai tizedjegyzékben található. 1438-ban „Hirmistia", 1439-ben „Hilistye" néven említik. Régi temploma a 14. század első felében épült.
A 15. században Nyusta a Feledy, majd a 16. századtól a Kubinyi és a Fáy család birtokába került. A települést a 16. században, az I. Ferdinánd és Szapolyai János közti harcok idején többször is feldúlták. A város evangélikus gyülekezete 1540-ben alakult és ők vették birtokba a régi gótikus templomot, melyet egészen 1804-ig, lebontásáig használtak. 1808-ban új templomot építettek. A város katolikus plébániáját csak 1769-ben alapították újra, első kápolnájuk 1788-ban épült.
A 18. század végén Vályi András így ír róla: „NYUSTYA. Tót falu Hont Várm. földes Urai több Uraságok, lakosai katolikusok, és többen evangelikusok, fekszik Likér, Rima Brezó, Baradna mellett 1/4, és 1/2 mértföldnyire, két vasat kovátsoló hámor is van benne, kaszállója, ’s legelője elég, erdeje az ott lévő hámorok miatt el pusztúlt, de abrontsnak való nyír, és mogyoró fája vagyon elég, fa edényt is készítenek, úgy látszik, hogy arany mosások is vóltak itt; most pedig Osztra nevű hegyen ólomra, és ezüstre jó reménység alatt még eddig egy Bánya haszon nélkűl dolgoztatik, lakosai rész szerént tsapók, rész szerint pedig kovátsok, néhol földgye sovány, és vas vizess."
A katolikus templom 1801 és 1802 között épült fel. Egykor sok szűrszabó élt itt, szűrszabó céhe 1825-ben alakult meg. 1828-ban 130 házában 1125 lakos élt. Vaskohójának és magnezit bányájának köszönhetően a 19. században rohamosan fejlődött. A rimamurányi-salgótarjáni vasművek vasolvasztója és megnezitpörkölő üzeme működött itt. Északi határában ma is magnezitgyár üzemel.
Fényes Elek geográfiai szótárában eképpen ír a községről: „Nustya, tót falu, Gömör és Kis-Honth egyesült vgyében, ut. p. Rimaszombathoz északra 2 1/2 mfdnyire: 262 kath., 1098 evang. lak. Evang. anyaszentegyház. Két vashámor. F. u. a Kubinyi nemzetség."
Borovszky monográfiasorozatának Gömör-Kishont vármegyét tárgyaló része szerint: „Nyustya, rimavölgyi kisközség, főszolgabirói székhely, 290 házzal és 1803, nagyobbára tótajkú és ág. ev. h. vallású lakossal. A XV. században a Feledyek voltak a földesurai és 1526-ban még Feledy Istók birtokában találjuk. Később a Kubinyiak bírták, azután a Fáy család. Ma Fáy Gyulának és Máriássy Gizellának van itt nagyobb birtoka és úrilaka. A Fáy-féle emeletes kúriát a Kubinyiak építették. A községet Ferdinánd és Szapolyai idejében többizben feldúlták. Azelőtt nagyon sok szűrszabó volt a községben és a szűrszabó czéh 1825-ben alakult. Van itt magyar olvasókör, a rimamurányi-salgótarjáni vasmű r.-t.-nak vasolvasztója, az egyesült gömöri magnezit-részvénytársaságnak magnezitpörkölője, m. kir. erdőgondnokság, 3 tanerővel bíró ev. népiskola, posta- és táviróhivatal, vasúti állomás. A községben két templom van, ú. m. róm. katholikus és ág. h. evangelikus. Mind a kettő 1802-ben épült. Ide tartoznak Kotlistyo, Massa, Branzova és Brezin telepek is."
A trianoni diktátumig Gömör-Kishont vármegye Rimaszombati járásához tartozott (egyben járási székhely volt).
A szlovák nemzeti felkelés idején a harcokban fontos szerepet játszott. 1945. január 23-án foglalták el a II. ukrán front csapatai. Ma országos jelentőségű vegyiüzemeiről ismert. 1960 óta város, 7550 lakosa (2001) van.
1960-ban Likér, 1971-ben pedig Baradna, Dombosmező és Hacsó községeket csatolták hozzá.

## Népessége
| Év:            | 1994. | 2004.   | 2014.   | 2024.    |
| -------------- | ----- | ------- | ------- | -------- |
| Emberek száma: | 7455  | 7558    | 7676    | 6436     |
| Eltérés:       |       | +1,38 % | +1,56 % | -16,15 % |

| Év:            | 2023. | 2024.   |
| -------------- | ----- | ------- |
| Emberek száma: | 6504  | 6436    |
| Eltérés:       |       | -1,04 % |

1880-ban 1181 lakosából 903 szlovák és 195 magyar anyanyelvű volt.
1890-ben 1480 lakosából 1220 szlovák és 225 magyar anyanyelvű volt.
1900-ban 1758 lakosából 1305 szlovák és 408 magyar anyanyelvű volt.
1910-ben 2025 lakosából 1042 szlovák és 885 magyar anyanyelvű volt.
1921-ben a 32,84 km²-es területű községnek 1668 lakosa volt, melyből 1412 csehszlovák és 210 magyar nemzetiségű; 636 római katolikus és 932 evangélikus vallású.
1930-ban 1735 lakosából 1627 csehszlovák és 37 magyar volt. Likéren 598 szlovák és 60 magyar élt.
1970-ben 4597 lakosából 4514 szlovák és 50 magyar volt. Baradnán 99 szlovák, Hacsón 447 szlovák és 5 magyar, Dombosmezőn pedig 170 szlovák élt.
1980-ban 6282 lakosából 6136 szlovák és 63 magyar volt.
1991-ben 7146 lakosából 6579 szlovák és 104 magyar volt.
2001-ben 7557 lakosából 7037 szlovák és 81 magyar volt.
2011-ben 7781 lakosából 6232 szlovák, 211 cigány és 51 magyar.
2021-ben 6762 lakosából 46 (+14) magyar, 6080 (+26) szlovák, 34 (+112) cigány, 50 egyéb és 552 ismeretlen nemzetiségű volt.

## Nevezetességei
- A Szent Kereszt Felmagasztalása tiszteletére szentelt, római katolikus temploma 1802-ben épült, 1906-ban jelentősen megújították, négy új oltárt, új festést, új ablakokat kapott. Orgonája 1928-ban készült.
- Evangélikus temploma 1808-ban épült neoklasszicista stílusban. Oltára 1888-ban, orgonája 1907-ben készült.
- Vasbányászatára emlékeztet a falu nyugati határában álló Rákóczi-korabeli vaskohó.
- Hacsó városrész evangélikus temploma.
- Likér városrész 1875-ben épített neoklasszicista, evangélikus temploma.
- Baradna városrész evangélikus temploma.

## Híres emberek
- Itt született 1759-ben Csernyánszky Sámuel evangélikus lelkész.
- Itt született Kubinyi Péter (Nyustya, 1765–1831) császári és királyi tanácsos, ügyvéd, geneológus.
- Itt született 1822-ben Ján Francisci-Rimavský, Ľudovít Štúr barátja és munkatársa, a szlovák nemzeti mozgalom harcosa.
- Itt született (Likér, Kohótelep) 1891. január 9-én Joós László. Anyja Démuth Mária, apja Joós János. Elemi iskoláit a Rimamurány-Salgótarjáni Vasmű Részvénytársaság népiskolájában végezte. Vasesztergályos szakmát tanult. Katonai szolgálatra 1912. október 11-én vonult be. Az Osztrák-Magyar Monarchia haditengerészetéhez, Polába került, ahol a kiképzést követően szolgálati helye a Kaiserin Elisabeth védett nagycirkáló lett. Az első világháborúban – mint tengerész – részt vett a kínai Csingtao védelmében, ahol 1914. november 7-én japán fogságba esett. Innen 1919. december 28-án szabadul, a Kifuku Maru japán hajó fedélzetén 1920. február 28-án érkezik meg a német Wilhelmshaven kikötőbe. Ezután a „Hazatért hadifoglyok leszerelő táborába" – Csótra – kerül, ahonnan 1920. március 8-án távozik. Hazaérkezését követően Joós László korábbi munkahelyén, a Rimamurány-Salgótarjáni Vasmű Részvénytársaság Salgótarjáni Acélgyárában kapott munkát. 1921. augusztus 6-án házasságot kötött Strba Irénnel. Házasságukból egy leánygyermekük (Mária) született. Joós László 1968. március 18-án hunyt el, sírja a salgótarjáni régi temetőben található.
- Itt született 1943-ban Igor Chamula szlovák politikus, a Matica slovenská elnökségi tagja, képesítését tekintve középiskolai tanár volt.
- Itt született 1956-ban Juraj Turcsány levéltáros.[10]
- Itt született 1957-ben Iveta Kaczarová régész.[11]
- Itt született 1965. szeptember 1-én Ľudovít Kaník szlovák politikus, egykori munka- és szociálisügyi miniszter.
- Itt élt és alkotott Burghardt Margit festőnő, Tichy Kálmán tanítványa.

## Külső hivatkozások
- Hivatalos oldal
- Tourist-channel.sk
- Községinfó
- Nyusta Szlovákia térképén
- A nyustai katolikus plébánia honlapja Archiválva 2007. december 2-i dátummal a Wayback Machine-ben
- Az alapiskola honlapja
- E-obce.sk Archiválva 2009. március 28-i dátummal a Wayback Machine-ben